# Niðafjöll
Nella mitologia norrena, il Niðafjöll, letteralmente "monti scuri", si trova nel mondo sotterraneo settentrionale. È il luogo da cui proviene il drago Níðhöggr. Secondo Snorri Sturluson, le persone buone e virtuose vivranno in questo posto all'interno di un palazzo d'oro dopo il Ragnarök, nonostante sia vicino al regno di Hel.
Il Niðafjöll viene menzionato nella Edda poetica (precisamente nella Völuspá).